# Nicolas Feldhahn
Nicolas Feldhahn (München, 14 augustus 1986) is een Duits voormalig voetballer die doorgaans speelde als centrale verdediger. Tussen 2005 en 2022 was hij actief voor SpVgg Unterhaching, Erzgebirge Aue, Werder Bremen II, Kickers Offenbach, VfL Osnabrück en Bayern München II.

## Clubcarrière
In zijn jeugd doorliep Feldhahn de opleidingen bij SV Warmgau en 1860 München, voordat hij zich in 2003 aansloot bij SpVgg Unterhaching. Bij die club maakte hij vanaf 2004 deel uit van de eerste selectie en in februari 2007 verlegde hij zelfs nog zijn contract. Dat hield uiteindelijk weinig in, want de middenvelder tekende die zomer erna bij Erzgebirge Aue. Na een jaar werd Feldhahn alweer overgenomen door Werder Bremen, dat hem bij de beloften liet spelen. Na drie jaar bij Kickers Offenbach, ondertekende de controleur in de zomer van 2013 een eenjarige verbintenis, met een optie op een extra seizoen, bij VfL Osnabrück. In 2015 verkaste hij naar het het tweede team van Bayern München. In mei 2018 verlengde de verdediger zijn contract tot medio 2020. Later kwam hier nog een seizoen bij. In de zomer van 2022 besloot Feldhahn op vijfendertigjarige leeftijd een punt te zetten achter zijn actieve loopbaan.

## Erelijst
| Competitie        |                |                |                |                |
| Competitie        | Aantal         | Jaren          |                |                |
| Bayern München    | Bayern München | Bayern München | Bayern München | Bayern München |
| ----------------- | -------------- | -------------- | -------------- | -------------- |
| DFL-Supercup      | 1              | 2016           |                |                |
| Bayern München II |                |                |                |                |
| 3. Liga           | 1              | 2019/20        |                |                |